# آنتونیو میلیچ
آنتونیو میلیچ (کرواتی: Antonio Milić؛ زادهٔ ۱۰ مارس ۱۹۹۴) بازیکن فوتبال اهل کرواسی است.
از باشگاه‌هایی که در آن بازی کرده‌است می‌توان به باشگاه فوتبال اوستنده، باشگاه فوتبال هایدوک اسپلیت، باشگاه فوتبال رایو وایکانو، باشگاه فوتبال لخ پوزنان، و باشگاه فوتبال اندرلشت اشاره کرد.
وی همچنین در تیم‌های ملی فوتبال زیر ۲۱ سال کرواسی و کرواسی بازی کرده‌است.